# Бананин брат
„Бананин брат“ је југословенски ТВ филм из 1966. године. Режирао га је Србољуб Станковић, а сценарио је писао Александар Поповић.

## Улоге
| Глумац           | Улога                    |
| ---------------- | ------------------------ |
| Бора Тодоровић   | Буба Јеж                 |
| Александар Волић | Танаско                  |
| Ташко Начић      | Председник куцног савета |
| Љубица Ковић     | Мајка                    |
| Божидар Стошић   | Милиционер               |